# قراميد (السبرة)

تعديل مصدري - تعديل

قراميد محلة تابعة لقرية القرين، التابعة لعزلة بلادالشعيبي السفلى بمديرية السبرة إحدى مديريات محافظة إب في الجمهورية اليمنية.، بلغ تعداد سكانها 49 حسب تعداد اليمن لعام 2004.